# Parigi-Bourges 2014
La Parigi-Bourges 2014, sessantaquattresima edizione della corsa e valevole come prova del circuito UCI Europe Tour 2014 categoria 1.1, si svolse il 9 ottobre 2014 su un percorso di 190,3 km. Fu vinta dal tedesco John Degenkolb che giunse al traguardo con il tempo di 4h25'58", alla media di 42,930 km/h.

## Squadre e corridori partecipanti
Al traguardo 102 ciclisti portarono a termine il percorso.
| N.    | Cod. | Squadra                      |
| ----- | ---- | ---------------------------- |
| 1-8   | GIA  | Team Giant-Shimano           |
| 11-18 | FDJ  | FDJ                          |
| 21-28 | ALM  | AG2R La Mondiale             |
| 31-38 | EUC  | Team Europcar                |
| 41-48 | TST  | Team Saxo-Tinkoff            |
| 51-58 | TFR  | Trek Factory Racing          |
| 61-68 | COF  | Cofidis                      |
| 71-78 | BSE  | Bretagne-Séché Environnement |
| 81-88 | IAM  | IAM Cycling                  |
| 91-98 | TSV  | Topsport Vlaanderen-Baloise  |

| N.      | Cod. | Squadra                   |
| ------- | ---- | ------------------------- |
| 101-108 | WGG  | Wanty-Groupe Gobert       |
| 111-118 | LPM  | La Pomme Marseille 13     |
| 121-128 | BIG  | BigMat-Auber 93           |
| 131-138 | RLM  | Roubaix-Lille Métropole   |
| 141-148 | VER  | Vérandas Willems          |
| 151-158 | WBC  | Wallonie-Bruxelles        |
| 161-168 | CCD  | Team Differdange-Losch    |
| 171-178 | VBG  | Team Vorarlberg           |
| 181-188 | RDT  | Rabobank Development Team |
| 191-198 | BAI  | Bike Aid-Ride for help    |

## Ordine d'arrivo (Top 10)
| Pos. | Corridore           | Squadra  | Tempo    |
| ---- | ------------------- | -------- | -------- |
| 1    | John Degenkolb      | Giant    | 4h25'58" |
| 2    | Yauheni Hutarovich  | AG2R     | s.t.     |
| 3    | Giacomo Nizzolo     | Trek     | s.t.     |
| 4    | Baptiste Planckaert | Roubaix  | s.t.     |
| 5    | Jempy Drucker       | Wanty    | s.t.     |
| 6    | Mickaël Delage      | FDJ      | s.t.     |
| 7    | Antoine Demoitié    | Wallonie | s.t.     |
| 8    | Vicente Reynés      | IAM      | s.t.     |
| 9    | Matti Breschel      | Saxo     | s.t.     |
| 10   | Cyril Lemoine       | Cofidis  | s.t.     |